# پیتر تورکسون
پیتر تورکسون (انگلیسی: Peter Turkson؛ زادهٔ ۱۱ اکتبر ۱۹۴۸) کشیش کاتولیک، و اسقف اعظم اهل غنا است. وی اسقف اعظم کیپ کوست بین سال‌های ۱۹۹۲ تا ۲۰۰۹ بود و در سال ۲۰۰۳ به دستان پاپ ژان پل دوم کاردینال شد.
از وی به عنوان یکی از نامزدهای پاپی شناخته می‌شود.